# MBC 목요 드라마
MBC 목요 드라마는 대한민국의 문화방송에서 매주 목요일에 방송되었던 TV 드라마 작품이다.

## 작품 리스트
|  | - 아래의 텔레비전 드라마 중 2002년 11월 이후에 시청 가능 연령을 표시하는 드라마 등급 제도를 의무적으로 시행하고 있습니다. - 2017년 3월 1일부터 TV 프로그램 등급 표시 외에 주제, 폭력성, 선정성, 언어, 모방 위험 등 분류 사유 표시를 의무적으로 시행하고 있습니다. |

### 1969년 개국 이후
- 《아빠의 얼굴》 : 1969년 8월 14일 ~ 1969년 11월 6일
- 《수양산맥》 : 1969년 11월 20일 ~ 1970년 2월 12일

### 1970년대
- 《두얼굴》 : 1970년 2월 19일 ~ 1970년 5월 28일
- 《석양의 나그네》 : 1970년 6월 4일 ~ 1970년 8월 20일
- 《사돈댁》 : 1970년 8월 27일 ~ 1970년 11월 20일
- 《소박데기》 : 1971년 3월 25일 ~ 1971년 7월 15일
- 《돌개바람》 : 1971년 7월 22일 ~ 1971년 11월 4일
- 《일년 열두달》 : 1971년 11월 11일 ~ 1972년 5월 4일
- 《자유무대》 : 1972년 1월 18일 ~ 1972년 6월 27일 - 단막극
- 《무지개》 : 1972년 5월 11일 ~ 1972년 8월 24일
- 《소양강》 : 1972년 8월 31일 ~ 1972년 10월 26일
- 《수사반장》 : 1972년 11월 2일 ~ 1973년 3월 29일

### 1980년대
- 《홍변호사》 : 1980년 3월 6일 ~ 1980년 8월 28일
- 《제1공화국》 : 1981년 4월 2일 ~ 1982년 2월 11일
- 《민족풍속도》 : 1981년 10월 8일 ~ 1982년 10월 14일
- 《박순경》 : 1982년 10월 21일 ~ 1983년 10월 27일
- 《수사반장》  : 1983년 11월 3일 ~ 1984년 10월 18일, 1985년 5월 2일 ~ 1989년 10월 12일
- 《두 형사》 : 1984년 11월 1일 ~ 1985년 4월 18일
- 《80년대 10대사건 시리즈 - 범죄》 : 1989년 10월 26일 ~ 1989년 12월 28일

### 1990년대
- 《김형사 강형사》 : 1990년 1월 11일 ~ 1990년 4월 26일
- 《도시인》 : 1991년 10월 7일 ~ 1992년 11월 12일
- 《사춘기》 : 1993년 4월 15일 ~ 1996년 2월 29일

### 2010년대
- 《드라마 페스티벌 (1기)》 : 2013년 10월 17일 ~ 2013년 12월 12일 - 단막극
- 《드라마 페스티벌 (2기)》 : 2014년 9월 4일 - 단막극
- 《우주의 별이》 : 2017년 1월 26일 ~ 2017년 2월 9일
- 《생동성 연애》 : 2017년 2월 16일 ~ 2017년 3월 2일
- 《반지의 여왕》 : 2017년 3월 9일 ~ 2017년 3월 23일
- 《대장금이 보고있다》 : 2018년 10월 11일 ~ 2019년 1월 24일

## 같이 보기
- MBC 수목 드라마